# David Louie
David Louie Kwun Yin (Hongkong, 6 december 1961) is een autocoureur uit Hongkong.

## Carrière
In 2001 reed Louie in de Aziatische Formule 2000 Challenge op het Circuito da Guia, waarin hij zevende werd. In 2002 stapte hij over naar de Aziatische Formule 3, waar hij als zesde in het kampioenschap eindigde. Nadat hij in 2003 geen races reed, stapte hij in 2004 over naar de Aziatische Formule Renault, waar hij twee jaar bleef rijden. In 2004 eindigde hij als derde, terwijl hij in 2005 als vijfde in het kampioenschap eindigde. In 2006 stapte hij over naar de internationale Formule Renault Challenge en eindigde hier als vierde.
In 2007 had Louie geen vast zitje, maar aan het eind van het jaar maakte hij zijn debuut in zijn thuisrace van het World Touring Car Championship in een BMW 320i voor het team Engstler Motorsport. De auto was niet gehomologeerd en Louie was hierdoor niet puntengerechtigd. Hij eindigde de eerste race als 25e, maar wist in de tweede race niet aan de finish te komen.
Hierna reed hij twee jaar niet, maar in 2010 reed hij in de Chinese Renault Clio Cup. Hoewel hij geen overwinningen behaalde, eindigde hij in vier van de vijf races op het podium en won hiermee het kampioenschap. In 2011 keerde hij eenmalig terug en stond in beide races van het weekend op het podium.